# Publius Ferrasius Avitus

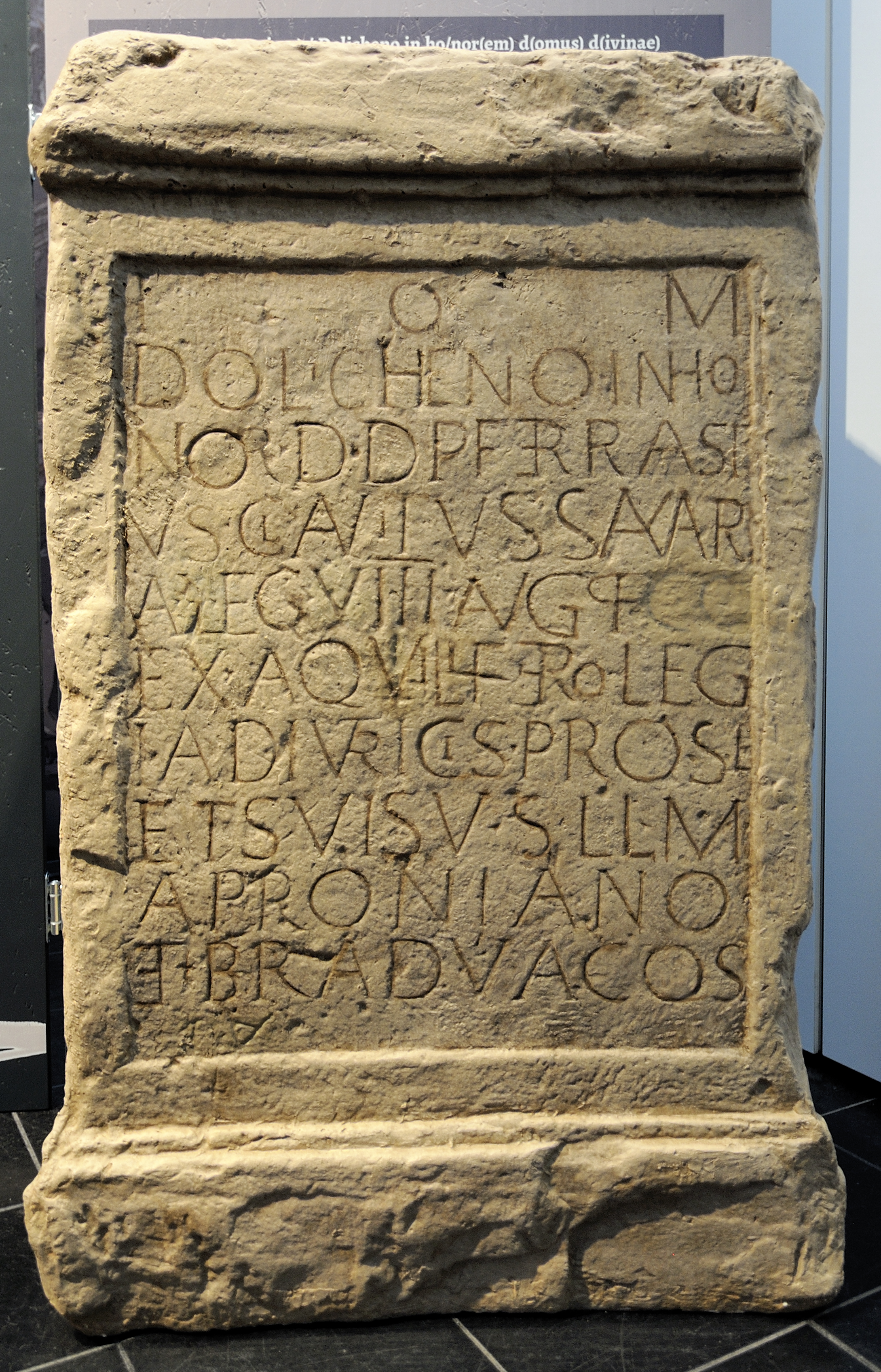
Der Altar mit der Inschrift

Publius Ferrasius Avitus war ein im 2. Jahrhundert n. Chr. lebender Angehöriger der römischen Armee. Durch eine Weihinschrift, die vermutlich ursprünglich aus Stockstadt am Main stammte, sind zwei Stationen seiner militärischen Laufbahn bekannt.
Avitus trat als einfacher Soldat in die Armee ein und diente zunächst in der Legio I Adiutrix, die ihr Hauptlager in Brigetio in der Provinz Pannonia superior hatte. In dieser Legion stieg er bis zum Aquilifer auf. Danach wurde er zum Centurio in der Legio VIII Augusta pia fidelis constans Commodiana befördert, die ihr Hauptlager in Argentorate in Germania superior hatte.
Avitus war in der Tribus Claudia eingeschrieben und stammte aus Savaria, dem heutigen Szombathely. Er errichtete den Altar für Iupiter Optimus Maximus Dolichenus und zu Ehren des Kaiserhauses (in honorem domus divinae); durch die Angabe der beiden Konsuln Popilius Pedo Apronianus und Marcus Valerius Bradua Mauricus (Aproniano et Bradua consulibus) kann die Inschrift in das Jahr 191 datiert werden.

## Ausstellungen
Das Leben des Avitus wurde in drei Ausstellungen präsentiert. Den Anfang machte das Römermuseum Osterburken 2012 mit der Sonderausstellung Im Auftrag des Adlers. Im Anschluss folgte von 2012 bis 2013 die Sonderausstellung Im Auftrag des Adlers – Publius Ferrasius Avitus, ein Soldat Roms in Krieg und Frieden des Archäologischen Landesmuseums Baden-Württemberg. Den Abschluss bildete ab dem Frühjahr 2013 eine Ausstellung im Savaria Museum in Szombathely.